# West Strelley River
Der West Strelley River ist ein Fluss im Nordwesten des australischen Bundesstaates Western Australia. Er liegt in der Region Pilbara.

## Geografie
Der Fluss entspringt östlich der Siedlung Tabba Tabba und fließt in nördlicher Richtung. Er unterquert die Rippon Hills Road und mündet südlich des Great Northern Highway und des Mount Saint George in den East Strelley River.